# Cayaponia leucosticta
Cayaponia leucosticta là một loài thực vật có hoa trong họ Cucurbitaceae. Loài này được Standl. mô tả khoa học đầu tiên năm 1938.